# Theretra drancus
Theretra drancus är en fjärilsart som beskrevs av Pieter Cramer 1777. Theretra drancus ingår i släktet Theretra och familjen svärmare. Inga underarter finns listade i Catalogue of Life.